# Масс-спектрометрия
Масс-спектрометрия (масс-спектроскопия, масс-спектрография, масс-спектральный анализ, масс-спектрометрический анализ, аббр. МС) — метод исследования и идентификации вещества, позволяющий определять концентрацию различных компонентов в нём (изотопный, элементный или химический состав).
Основой для измерения служит ионизация компонентов, позволяющая физически различать компоненты на основе характеризующего их отношения массы к заряду и, измеряя интенсивность ионного тока, производить отдельный подсчёт доли каждого из компонентов (получать масс-спектр вещества).
В силу того, что химический состав позволяет судить о свойствах и происхождении вещества, масс-спектрометрия имеет большое значение в науке, промышленности и медицине.
История масс-спектрометрии ведётся с основополагающих опытов Дж. Дж. Томсона в начале XX века. Окончание «-метрия» в названии метода появилось после повсеместного перехода от детектирования заряженных частиц при помощи фотопластинок к электрическим измерениям ионных токов.

## Масс-спектр
Масс-спектр — зависимость интенсивности ионного тока (количества вещества) от отношения массы к заряду (природы вещества). Поскольку масса любой молекулы складывается из масс составляющих её атомов, масс-спектр всегда дискретен, хотя при низком разрешении масс-спектрометра пики разных компонентов могут перекрываться или даже сливаться. Природа анализируемого вещества, особенности метода ионизации и вторичные процессы в масс-спектрометре могут влиять на масс-спектр (см. метастабильные ионы, градиент ускоряющего напряжения по местам образования ионов, неупругое рассеивание). Так, ионы с одинаковыми отношениями массы к заряду могут оказаться в разных частях спектра и даже сделать часть его непрерывным.

## Принцип работы и устройство масс-спектрометра

Принцип работы масс-спектрометра

На заряженную частицу, движущуюся в магнитном поле, действует сила Лоренца, искажающая ее траекторию. Определяя разницу траекторий ионизированных атомов, движущихся в магнитном поле, можно делать выводы о соотношении массы и заряда иона.
Конструкция масс-спектрометра включает в себя ионизатор вещества образца, ускоритель ионов, источник мощного магнитного поля и набор детекторов потока ионов.